# Natuurhuisje
Natuurhuisje is een online boekingsplatform met een assortiment van vakantiehuizen midden in de natuur en weg van de massa. Van hut tot villa, de huisjes zijn er in alle soorten en maten. Het kantoor bevindt zich in Breda, van waaruit het bedrijf actief is in heel Europa.  

## Geschiedenis
In mei 2009 zochten de broers Tim en Luuk van Oerle een verblijf in de Extremadura regio van Spanje om vogels te spotten, op zoek naar zeldzame soorten. Hun zoektocht verliep moeizaam. Een huisje midden in de natuur, wat niet op een vakantiepark lag, was niet te vinden. Zo werd ‘Natuurhuisje’ tijdens hun studententijd geboren, een platform voor vakantiehuizen weg van de massa, midden in de natuur. Vanaf dag één is het hun missie om mensen dichter bij de natuur te brengen. 
Sinds 2015 is het bedrijf ook actief in België en vanaf 2017 ook in Duitsland. Later zijn er andere landen in Europa bijgekomen en is de internationale Engelstalige website opgericht. Inmiddels is Natuurhuisje uitgegroeid tot een van de grootste aanbieders van vakantiehuisjes in de natuur.

## Bijdrage aan de natuur
Het bedrijf plantte van begin 2018 tot augustus 2020 voor iedere geboekte nacht een boom in Madagaskar, nabij Mahajanga. Er zijn meer dan één miljoen bomen geplant. De bomen werden geplant in samenwerking met Eden Reforestation Projects.  
In augustus 2020 startte Natuurhuisje met het ondersteunen van lokale natuurprojecten, om zo meer bij te kunnen dragen aan de lokale biodiversiteit. Voor iedere boeking werd €1 gedoneerd aan een lokaal natuurproject. Deze projecten worden met lokale partners uitgevoerd. Voorbeelden van voltooide projecten zijn Voer de Bij bij en Aanleg 50 voedselbossen. Sinds 1 januari 2023 doneert Natuurhuisje een percentage van hun omzet aan verschillende natuurprojecten. Dit startte in 2023 met 2% van de omzet, in 2024 is dit 3,5%.   

## Verdienmodel
Het verdienmodel is gebaseerd op de deeleconomie. Verhuurders met een huisje in de natuur bieden deze aan via het platform, gasten die op zoek zijn naar een huisje kunnen het huren. Natuurhuisje vraagt een commissie van 12% (incl. BTW) per boeking aan de verhuurder en daarnaast een servicefee aan de gast om de betaling veilig te laten verlopen. Deze C2C betalingen verlopen via een paymentprovider waarbij voldaan wordt aan PSD2 wet- en regelgeving. 

## Awards en onderscheidingen
1. Zoover Award 2017[3] & 2018
2. Challenger 50 Sprout[4]
3. Deloitte Fast 50[5]